# Youtubers Life

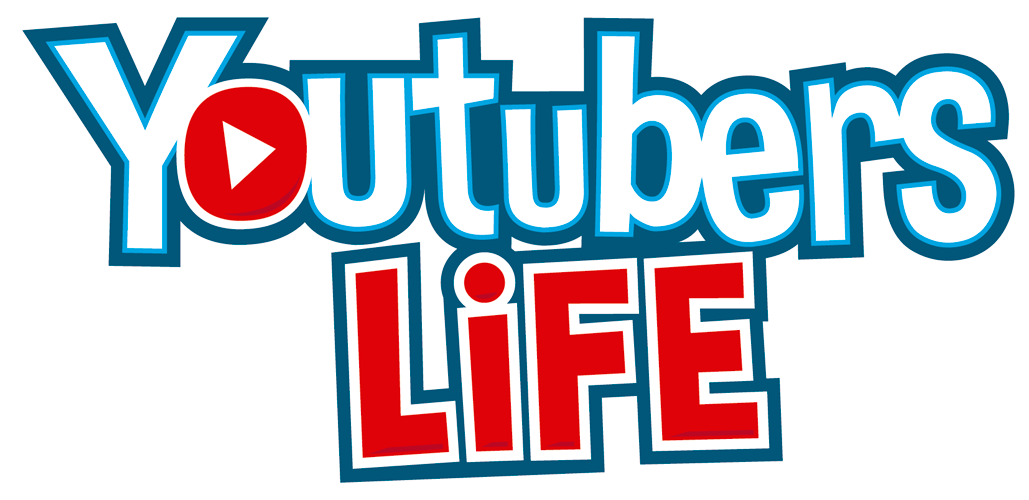
Logotipo do jogo.

O Youtubers Life é um videogame de simulação de vida e de negócios em desenvolvimento pela empresa independente baseada na Espanha U-Play online. O jogo foi lançado no Steam Early Access em maio de 2016.

## Jogabilidade
Youtubers Life é um jogo de simulação de vida com elementos de simulação de negócios e influências dos videogames Game Dev Tycoon e The Sims . O jogador precisa gerenciar um personagem tentando construir uma carreira como uma personalidade do YouTube . Além de gerenciar a criação de vídeos para o canal deles, o jogador também deve gerenciar a educação e a vida social do personagem. À medida que o personagem se desenvolve, o jogador também deve gerenciar os funcionários do personagem e a crescente rede de conteúdo. As oportunidades de criar vídeos para amigos, criando vídeos por meio de contratos de publicidade e a receita gerada pelos anúncios de cada vídeo permitem que o personagem compre atualizações para seus equipamentos e moradias e acesse recursos para aprimorar as habilidades de seus personagens.
Em 15 de julho de 2016, um dos desenvolvedores do U-Play disse em um artigo que o canal de música seria o próximo canal a ser lançado. Em 13 de outubro de 2016, o mesmo desenvolvedor anunciou que o canal de música seria lançado em 20 de outubro de 2016. Esse foi o caso, mas os usuários de Mac tiveram que esperar outro dia.

## Desenvolvimento
O Youtubers Life foi desenvolvido pela U-Play online, uma empresa de entretenimento independente com sede em Barcelona, Espanha . O jogo foi iluminado pelo Steam Greenlight em 2015, e lançado no Steam Early Access, para Microsoft Windows e OS X, em 18 de maio de 2016. Em novembro de 2018, o Youtubers Life OMG! A edição foi lançada no Nintendo Switch, PlayStation 4, Xbox One, Android e IOS